# 罗马尼亚兼并特兰西瓦尼亚

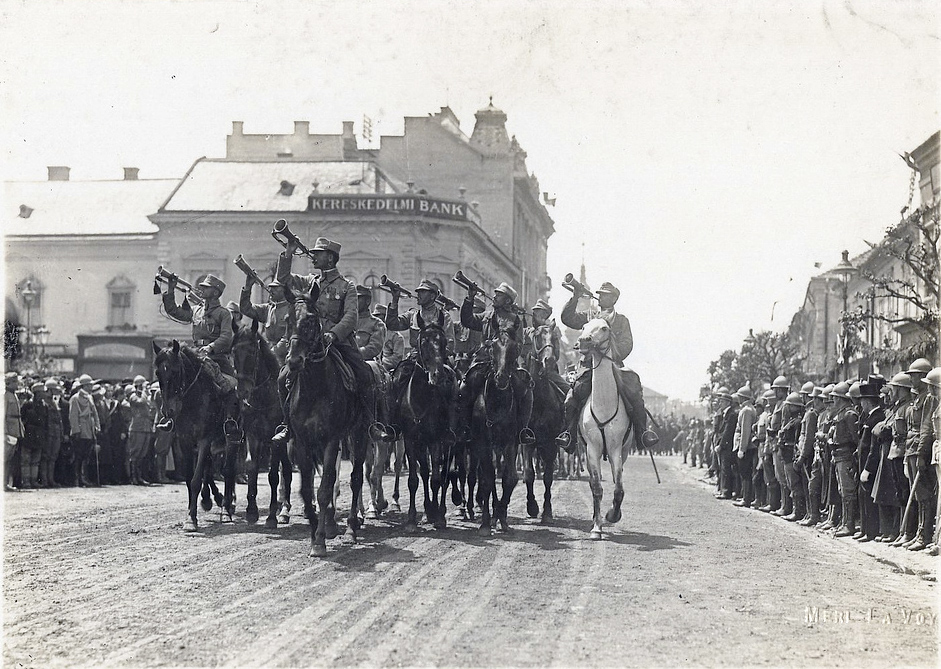
罗马尼亚军队进入特兰西瓦尼亚

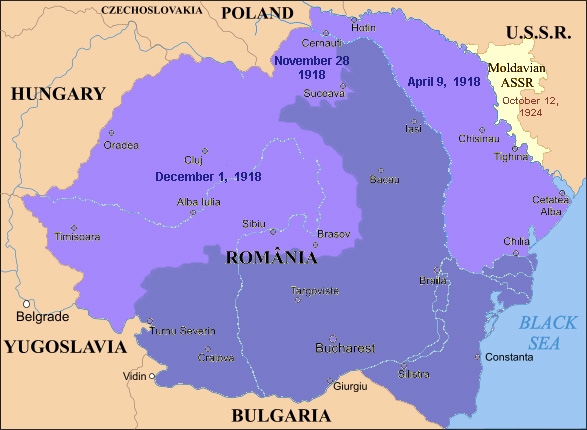
1918年的羅馬尼亞王國，特蘭西瓦尼亞為左上方淺紫區域

1918年12月1日在阿爾巴尤利亞舉行的羅馬尼亞民族代表大會宣佈特兰西瓦尼亚與罗马尼亚合併。 由于奥匈帝国在一战中战败，原属于匈牙利王国的特兰西瓦尼亚被裁决划归罗马尼亚王国。
每年12月1日的羅馬尼亞國家統一日是羅馬尼亞的國定假日。這個節日是在1989年羅馬尼亞革命之後設立，纪念特蘭西瓦尼亞、比薩拉比亞、布科維納以及巴納特、克里沙納和馬拉穆列什的部分地區與羅馬尼亞王國的統一。比薩拉比亞和布科維納分別於1918年4月及11月并入羅馬尼亞王國。